# Ilja Vasiljevitj Nejelov
Ilja Vasiljevitj Nejelov (ryska: Илья Васильевич Неелов), född 1745, död 1793, var en rysk arkitekt. Han antogs vid Sankt Petersburgs konstakademi år 1761. Nejelov reste 1770 till Italien. 1774 blev han invald i  Bologna Pio-Clementine-akademin. Då han 1782 återvände till Ryssland anställde Katarina II honom som hovarkitekt.